# Euxoa riversii
Euxoa riversii är en fjärilsart som beskrevs av Dyar 1903. Euxoa riversii ingår i släktet Euxoa och familjen nattflyn. Inga underarter finns listade i Catalogue of Life.